# Voile aux Jeux olympiques de 1900
Navigation
Londres 1908

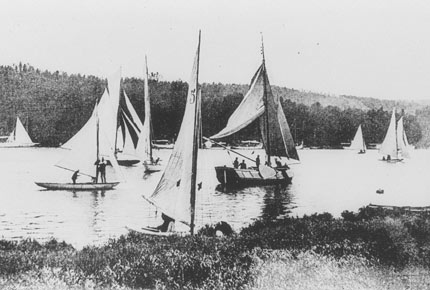
Voiles à Meulan, pour l'exposition universelle de 1900.

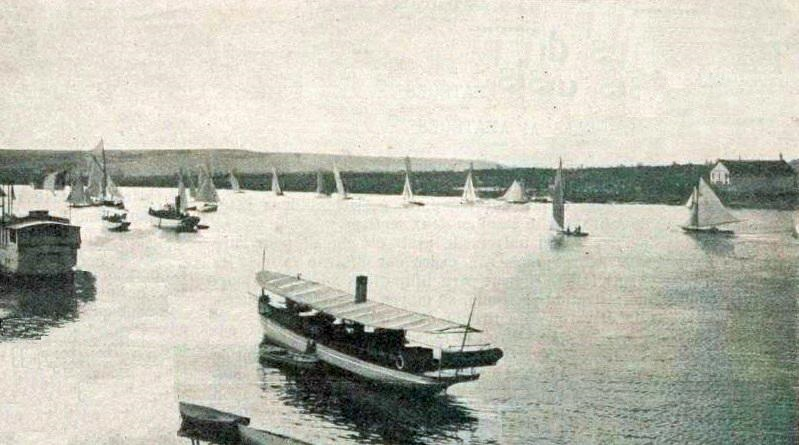
Le bassin des courses de yachts de Meulan.

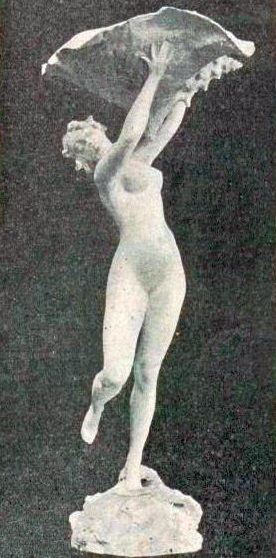
Œuvre de Belloc, en argent dû à Linzerer, le trophée de la 2ème série de voile, pour Scotia (½ – 1 tonneau), de John Gretton et Lorne Currie.

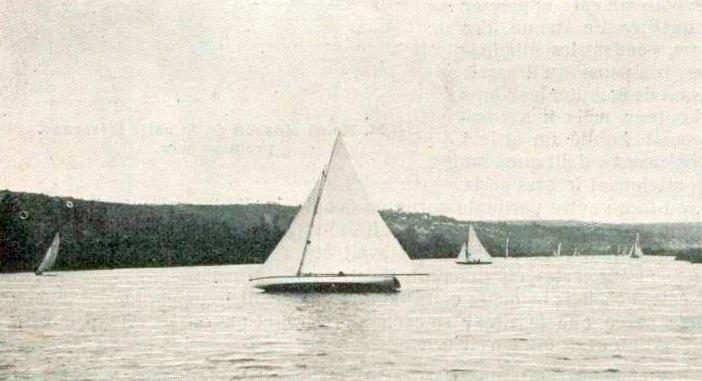
Crabe II, le yacht du comte Chabannes La Palice, médaille d'argent ½ – 1 tonneau (Baudrier, Marcotte, Martin, Valton, Le Bret).

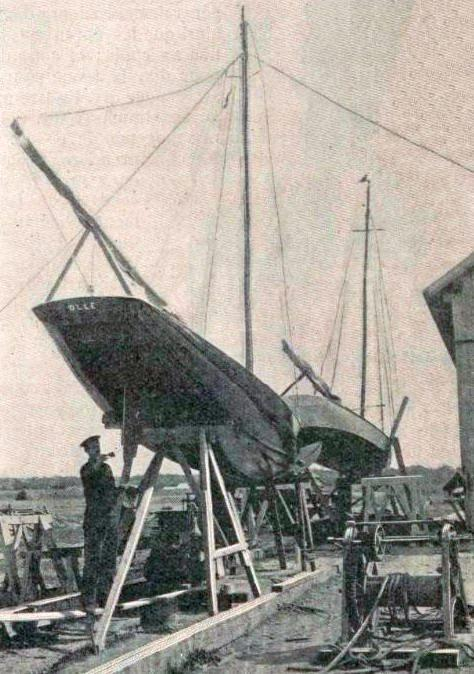
Ollé (2 tonneaux de Edward William Exshaw, Frédéric Blanchy et Jacques Le Lavasseur), champion olympique en 3 tonneaux.

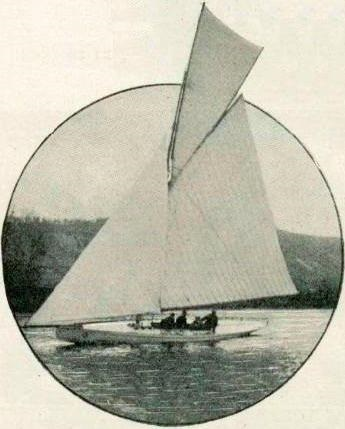
Favorite, médaille d'argent 3 tonneaux, équipage Susse, Doucet, Godinet, Mialaret).

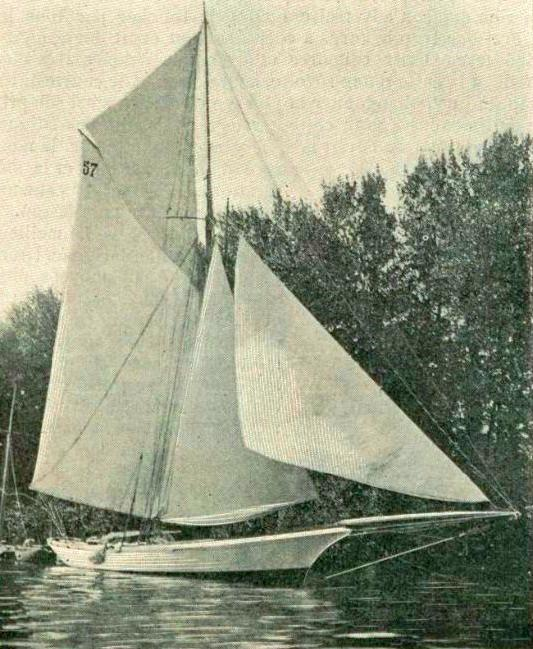
Turquoise, médaille de bronze Toutes catégories (et de 10 tonneaux, équipage Émile et Félix Michelet).

Les régates ont eu lieu à Meulan pour les bateaux jusqu'à 10 tonneaux, au Havre pour les bateaux de 10 tonneaux et plus.

## Voiliers olympiques
Les voiliers sont répartis en catégories par tonneaux, la classification étant faite suivant la jauge de 1892, la jauge Godinet, officiellement reconnue par l'autorité nautique française de l'époque, l'UYF (Union des Yachts Français).
Pour les épreuves de Voile aux Jeux olympiques d'été de 1900 à Paris :
- La plus petite catégorie, de 0 à 0,5 tonneau, est principalement représentée, parmi les sept concurrents, par des dériveurs de 5 mètres construits par François Texier, dont le dessin issu du Lark américain, devient en 1901 le Monotype de Chatou du YCIF (Yacht Club de l'Île-de-France).
- La catégorie des 0,5 à 1 tonneau est principalement constituée par les un-tonneau concurrents de la One Ton Cup du CVP (Cercle de la Voile de Paris)

La petite classe, de moins de 0,5 tonneau, les un-tonneau, deux-tonneaux, dix-tonneaux et les voiliers de 10 tonneaux et plus, suivant la jauge Godinet

## Palmarès
Pour certaines classes de bateaux, deux courses sont effectuées.

### Courses olympiques
| Épreuve                      | Or                                                                                       | Argent                                                                                   | Bronze                                                                                   |
| ---------------------------- | ---------------------------------------------------------------------------------------- | ---------------------------------------------------------------------------------------- | ---------------------------------------------------------------------------------------- |
| 0 – ½ tonneau - Course 1 :   | France Baby Pierre Gervais                                                               | France Quand-Même Jean-Baptiste Charcot François Texier Auguste Texier                   | France Sarcelle Henri Monnot Léon Tellier Gaston Cailleux                                |
| 0 – ½ tonneau - Course 2 :   | France Fantlet Émile Sacré                                                               | France Quand-Même François Texier Auguste Texier Jean-Baptiste Charcot                   | France Baby Pierre Gervais                                                               |
| ½ – 1 tonneau - Course 1 :   | Grande-Bretagne Scotia Lorne Currie John Gretton Linton Hope (en) Algernon Maudslay (en) | France Crabe II Jacques Baudrier Félix Marcotte William Martin Jules Valton Jean Le Bret | France Scamasaxe Émile Michelet Félix Michelet Marcel Meran                              |
| 1 – 2 tonneaux - Course 1 :  | Suisse Lerina Hermann de Pourtalès Hélène de Pourtalès Bernard de Pourtalès              | France Martha François Vilamitjana Auguste Albert Charles Hugo Albert Duval              | France Nina Claire Jacques Baudrier Lucien Baudrier Albert Dubosq Édouard Mantois        |
| 1 – 2 tonneaux - Course 2 :  | Allemagne Aschenbrödel Paul Wiesner Georg Naue Heinrich Peters Ottokar Weise             | Suisse Lerina Hermann de Pourtalès Hélène de Pourtalès Bernard de Pourtalès              | France Martha François Vilamitjana Auguste Albert Charles Hugo Albert Duval              |
| 2 – 3 tonneaux - Course 1 :  | Équipe mixte Olle Edward William Exshaw Frédéric Blanchy Jacques Le Lavasseur            | France Favorite Léon Susse Jacques Doucet Auguste Godinet Henri Mialaret                 | France Gwendoline Ferdinand de Schlatter Gilbert de Cotignon Émile Jean-Fontaine         |
| 2 – 3 tonneaux - Course 2 :  | Équipe mixte Olle Edward William Exshaw Frédéric Blanchy Jacques Le Lavasseur            | France Favorite Léon Susse Jacques Doucet Auguste Godinet Henri Mialaret                 | France Mignon Auguste Donny                                                              |
| 3 – 10 tonneaux - Course 2 : | Grande-Bretagne Bona Fide Edward Hore (ru) H. N. Jefferson J. Howard Taylor (ru)         | France Gitana Alfred Dubois Jules Dubois Maurice Gufflet Robert Gufflet Charley Guiraut  | États-Unis Frimousse H. MacHenry (ru)                                                    |
| 10 – 20 tonneaux :           | France Esterel Émile Billard Paul Perquer                                                | France Quand-Même Jean Decazes                                                           | Grande-Bretagne Laurea Edward Hore (ru)                                                  |
| Toutes catégories :          | Grande-Bretagne Scotia Lorne Currie John Gretton Linton Hope (en) Algernon Maudslay (en) | Allemagne Aschenbrodel Paul Wiesner Georg Naue Heinrich Peters Ottokar Weise             | France Turquoise Émile Michelet Félix Michelet                                           |
| ½ – 1 tonneau - Course 2 :   | France Carabinier Louis Auguste-Dormeuil                                                 | France Scamasaxe Émile Michelet Félix Michelet Marcel Meran                              | France Crabe II Jacques Baudrier Félix Marcotte William Martin Jules Valton Jean Le Bret |
| 3 – 10 tonneaux - Course 1 : | France Fémur Henri Gilardoni                                                             | Pays-Bas Mascotte Henricus Smulders Christoffel Hooijkaas Arie van der Velden            | France Gitana Alfred Dubois Jules Dubois Maurice Gufflet Robert Gufflet Charley Guiraut  |
| + 20 tonneaux :              | Grande-Bretagne Cicely Cecil Quentin                                                     | Grande-Bretagne Brynhild John Selwin Calverley                                           | États-Unis Formosa Harry Van Bergen                                                      |

Tous les podiums officiels de la voile sur le site du Comité International Olympique 

## Tableau des médailles
| Rang | Nation          | Or | Argent | Bronze | Total |
| ---- | --------------- | -- | ------ | ------ | ----- |
| 1    | France          | 5  | 9      | 10     | 24    |
| 2    | Grande-Bretagne | 4  | 1      | 1      | 6     |
| 3    | Équipe mixte    | 2  | 0      | 0      | 2     |
| 4    | Suisse          | 1  | 1      | 0      | 2     |
| 5    | Allemagne       | 1  | 1      | 0      | 2     |
| 6    | Pays-Bas        | 0  | 1      | 0      | 1     |
| 7    | États-Unis      | 0  | 0      | 2      | 2     |
|      |                 | 13 | 13     | 13     | 39    |